# LG전자
LG전자(영어: LG Electronics)는 대한민국의 전자 기업이다. 본사는 서울특별시 영등포구 여의대로 128 (여의도동)에 있다.

## 개요
LG전자는 1958년 설립된 전자 기업으로, 2024년 매출액 기준 세계 1위의 생활가전 업체이다. 금성사라는 사명으로 설립되었으며, 1960~1970년대, 선풍기와 라디오, 흑백 텔레비전, 엘레베이터, 에어컨 등을 제조하며 기술력을 쌓아갔다. 이후 1995년, 사명을 LG전자로 바꾸었다.

## 역사
금성사 시절인 1966년 8월, 최초의 국산 텔레비전인 VD-191 생산을 개시, 1977년에는 최초의 국산 컬러 텔레비전인 CT-808 생산에 성공하였다. 이 제품은 전량 미국에 수출되었으며, 국내 판매는 1980년부터 이루어졌다. 1999년는 텔레비전 누적 생산량 1억 대를 돌파하였다.
1982년, 미국 앨라배마주 헌츠빌에 첫 해외 생산공장을 설립하여 해외시장 공략을 가속화, 1995년 미국 텔레비전 제조업체 제니스 인수를 통해 북아메리카 지역 내 유통망과 멕시코 생산시설을 확보하였다. 1995년에는 브라질의 마나우스에 남아메리카 지역 진출을 위한 생산시설을 구축하였다. 2000년대에 들어와서는 북아메리카 생산 품목을 확대하였는데, 가전제품 라인업을 텔레비전 외에 냉장고, 세탁기, 에어컨 등으로 다변화하였다. 또한, 북미 지역 생산 규모 확대 및 멕시코 몬테레이 공장에서 연간 수십만 대의 대형 냉장고 생산을 통해 북아메리카로 공급하였다.
하지만 2011년 4월, 당시 미국 내 1위 가전 업체였던 월풀이 LG전자와 삼성전자 등의 냉장고에 대해 반덤핑 관세 부과를 요청하는가 하면, 그해 12월에는 LG전자·삼성전자 등의 세탁기에 대해 덤핑 판매 혐의로 미 당국에 제소하는 등 무역 분쟁이 발생하기도 하였다. 이에 미국 상무부는 2012년 12월, LG전자와 삼성전자 등이 한국과 멕시코에서 생산한 세탁기가 정부 보조금과 덤핑으로 미국에서 저가 판매되고 있다며 반덤핑 관세와 상계관세를 모두 부과하였다.
2021년, LG전자는 1995년 휴대전화 사업을 시작한 지 26년만에 스마트폰 생산·판매 사업 철수를 공식화하였다. 2009년 기준 LG전자는 전 세계적으로 1억 2,000만대의 피처폰을 판매하는 등 세계 3대 휴대전화 제조사 중 하나였다.

## 사업
세탁기와 건조기, 청소기, 냉장고, 조리기기, 정수기는 HS사업본부에서, 텔레비전과 노트북, 오디오, 디스플레이 사업은 MS사업본부에서, 인포테인먼트 시스템과 차량용 디스플레이 사업은 VS사업본부에서, 에어컨과 공기청정기, 제습기, 가습기 사업은 ES사업본부에서 담당한다.

## 제품
LG전자의 주요 제품은 다음과 같다.
- 텔레비전
- 프로젝터
- 오디오
- 무선 이어폰
- 디스플레이
- 노트북
- 모니터
- 냉장고
- 식기세척기
- 전자레인지
- 정수기
- 세탁기·건조기
- 청소기
- 에어컨
- 가습기·제습기

## 슬로건
- 금성표는 기술을 상징한다 (1963~1964년)
- 기술의 상징 금성 (1963~1967년, 1973~1987년)
- 조국 근대화와 번영의 상징 (1969~1972년)
- 순간의 선택이 10년을 좌우합니다 (1980~1987년)
- 우리의 기술로 세계에 올림픽을— 금성 (1987~1988년)
- 최첨단 기술의 상징 (1988~1989년)
- 테크노피아를 향한 최첨단 기술 (1988년)
- 신뢰의 상표 금성 (1989~1993년)
- 최고를 선택한 권리, 고객에게 있습니다 (1993~1994년)
- 멀티미디어— LG전자가 하이미디어로 앞서갑니다 (1994~1995년)
- 다음 세대를 위한 멀티미디어 기술— 하이미디어 (1995~1996년)
- 감동의 시작 (1995~1996년)
- Champion 정신 (1997~1998년)
- 세상을 바꾸는 힘— 디지털 LG (1999~2003년)
- DIGITAL ez LG (1999~2002년)
- 기술이 깊을수록 사랑입니다 (2006년)
- Life is Good (2010년~현재)
- 가전은 역시 LG (2019년~현재)

## 시설

### 본사
- 서울특별시 영등포구 여의도동

### 연구소
- 서울특별시 서초구 양재동
- 서울특별시 서초구 우면동
- 서울특별시 금천구 가산동
- 서울특별시 관악구 봉천동
- 서울특별시 강서구 마곡동
- 경기도 평택시

### 공장
- 충청북도 청주시 흥덕구
- 경상북도 구미시 수출대로
- 경상북도 구미시 산호대로
- 경상남도 창원시 성산구
- 서울특별시 금천구 디지털로

## 스폰서십
- 바이어 04 레버쿠젠
- 스완지 시티 AFC
- 로스앤젤레스 다저스
- 손흥민
- 손연재

## 수상
2021년 로봇신문에 의해 '올해의 대한민국 로봇기업(Korea Robot Company of the Year 2021)'에 선정되었다.

## 논란
17년 공개된 LG전자 세탁기 "트윈워시" 텔레비전 광고가 "여성혐오 논란"에 휩싸였다. 광고를 비판하는 이들은 "영상 속 남편이 세탁기 사용 방법에 무지한 것을 "빨래할 줄 모르는 남자" "나밖에 모르는 남자" 라고 설명하거나, 워킹맘이 회사로 출근하며 집안일을 확인하는 장면"을 문제 삼았다. 남자가 집안일에 대하여 전혀 알지 못하거나 무관심한 것이 미화되었다는 지적이다. 이에 "시대를 못 따라가는 광고"라는 비판을 받게 되었다. 이에 LG전자는 해당 광고를 삭제하였다. 소비자들은 타 광고에도 "가전 주고객층이 여성이어도 불구하고 여성 혐오 광고를 하고 답변조차 안하다니 실망스럽다. 비판 여론이 조성됐다. 이에 LG전자 측은 "광고를 게재하고 일주일이 지나 어느 시점부터 광고영상에 지나친 비난 댓글이 올라와 오해를 받겠다는 우려에 영상 삭제 조치를 취하였다. 비판이 제기된 뒤 다시 내부에서 광고를 검토하였으나, 거친 비난 댓글이 달릴 만큼 주제는 아니었다. 그럴 의도도 없었다. 영상 자체는 여성혐오 논란과 거리가 있어서 억울한 면이 있다. 광고 영상은 내부 심의를 거치는데, 문제가 될만한 부분을 찾지 못하였다" 고 전하였다. 광고 업계 관계자는 "여성혐오 논란" 이 불거지는 가운데 업계가 여전히 소비자 민감도를 따라가지 못하는 이유에 대하여 "기준 모호성" 때문이라고 말한다. 업계에서는 민감한 단어를 빅데이터상으로 확인하고 거르는 작업을 한다. 다만 "여성혐오"의 경우 명확한 기준이 정해져 있는 것이 아니라, 담당자 개인이 주의하는 쪽으로 하고 있다. 아직까지 특정 화제에 대하여 특별히 조심하는 분위기는 없다. 안전한 것은 안 하느니만 못하단 것은 업계 정설이다. 욕설이 대중 뇌리에 박히게 만들 수 있으면 용인이 된다. 비난은 곧 사그라지기 때문에 위험을 감수하는 것. 최근 여성혐오 문제가 자주 불거지고 있어, 곧 광고 업계에서도 소구 핵심으로 다루어지라 예측된다"이라고 설명하였다. 특정 화제에 대한 업계 내부 조항이 없어서 담당자 개인이 주의를 기울이는 수밖에 없는 것도 연이어 논란이 불거지는 이유이다.

## 같이 보기
- 금성사
- LG전자서비스
- LG 페이
- LG 싸이언
- LG그룹
- 제니스 일렉트로닉스
- 삼성전자